# Mariel Primois
Mariel Primois est une directrice artistique française née à Paris en 1962.

## Biographie
Mariel Primois débute comme maquettiste aux côtés de Peter Knapp (éditions Ruspoli) et d’Émile Laugier (Actuel)[réf. souhaitée].
À New York, au début des années 1990, Alexander Liberman lui conseille de participer au lancement de Glamour France[réf. nécessaire]. Elle y travaillera quatre ans, durant lesquelles elle redessinera notamment la charte graphique du magazine Mademoiselle USA[réf. souhaitée]. Puis Georges-Marc Benamou lui confie la direction artistique du mensuel Globe, où elle rencontre l’écrivain François Jonquet, avec qui elle travaillera en 2004 sur le livre Intime conversation[source insuffisante] avec Gilbert & George. Elle dirige ensuite tour à tour les maquettes de VSD et de Jonas[réf. souhaitée], avant que Jean-François Bizot lui demande, en 1998, de mettre en forme un Almanach d’Actuel – c’est le début de leur collaboration[réf. souhaitée].
Plus tard, elle rejoint Nova Magazine et en 2001, elle met en image et en maquette[réf. souhaitée] Underground : l’histoire de Jean-François Bizot, coédité par Actuel et Denoël. 
Puis elle concocte avec Jean Rouzaud, l'ouvrage Jean-François Bizot présente la New Wave qui parait en 2007, année de la disparition de ce dernier. En 2009, elle fait paraitre, avec Vincent Bernière, l'ouvrage Actuel, les belles histoires, une compilation des vingt-cinq années d’existence du magazine Actuel (Actuel/La Martinière). 
En 2012 et 2013, elle publie Sex press: La révolution sexuelle vue par la presse underground, puis Punk press: l’histoire d’une révolution esthétique.
En 2018, le livre Attention à la marche ! parait chez Indigène éditions . Un livre dans lequel elle relate son bénévolat au QG d'Emmanuel Macron durant la campagne présidentielle de 2017. En 2019, elle publie Signé Branco chez l'éditeur Au Diable Vauvert et cosigne avec Maxime Nicolle, Fly Rider Gilet Jaune. En 2019, elle recueille les propos de Raoul Vaneigem dans un entretien pour We demain publié par la suite dans L'insurrection de la vie quotidienne aux éditions Grevis. Puis en 2020, parait Théorème, un livre d'entretiens avec l'artiste Piotr Pavlenski chez Exils éditions. En 2022, elle signe la préface du roman Suspecte (Respawn) de Zoé Sagan, éditions Magnus.

## Publications
- Attention à la marche !, Indigène éditions, 2018. (ISBN 978-2-37595-061-6)
- Signé Branco, Au Diable vauvert, 2019.  (ISBN 979-10-307-0293-4)

## Publications en tant que co-autrice
- Jean-François Bizot présente la New Wave, avec Jean-François Bizot et Jean Rouzaud, Éditions Actuel-Panama, 2007  (ISBN 978-2755702835)
- Actuel, les belles histoires, avec Vincent Bernière, Éditions Actuel-La Martinière, 2011  (ISBN 978-2732445113)
- Sex press : La révolution sexuelle vue par la presse underground, avec Vincent Bernière, Éditions La Martinière. 2012  (ISBN 978-2732448732)
- Punk press : l’histoire d’une révolution esthétique 1969-1979, avec Vincent Bernière; Éditions La Martinière, 2012  (ISBN 978-2732448725)
- Fly Rider, Gilet Jaune de Maxime Nicolle, avec Juan Branco, Au Diable Vauvert, 2019  (ISBN 979-10-307-0280-4)
- Théorème - entretiens avec  Mariel Primois Bizot, avec Piotr Pavlenski, 2020  (ISBN 978-2914823135)